# Dasyhelea wirthi
Dasyhelea wirthi är en tvåvingeart som beskrevs av Jean Clastrier 1974.
Dasyhelea wirthi ingår i släktet Dasyhelea och familjen svidknott. Inga underarter finns listade i Catalogue of Life.